# Ана Радмиловић
Ана Радмиловић (Београд, 22. јануар 1974 — Београд, 7. фебруар 2017) била је српска књижевница и новинарка.

## Биографија
Ана Радмиловић је рођена 22. јануара 1974. године у Београду, а одрасла на Врачару и у Цавтату. Ћерка је глумца Зорана Радмиловића. После Зоранове смрти, Ану је освојила Зоранова супруга Дина Рутић која је у законском смислу била њена мајка. Биолошка мајка Ане Радмиловић није позната широј јавности. Ана никада у јавности није причала о њој, нити је говорила о Дини. Дина се после Зоранове смрти повукла из јавног живота и наставила је да живи сама након што је Ана постала пунолетна, а до њеног пунолетства је живела са њом.
Школовала се у Дванаестој београдској гимназији и у Новом Саду, где је дипломирала глуму у класи професора Радослава Миленковића. Дипломирала је на улогама слуге Степана (Женидба и удадба) и Ане од Клева (Хенри и његових осам жена), али се није посветила глуми него писању и новинарству.
Радила је у Центру за културну деконтаминацију као ауторка на антидискриминационим пројектима; у СО Зајечар је била саветница за културу и била власница предузећа „Authentique“...
У Канцеларији за Косово и Метохију Владе Србије је била ангажована као координаторка за културу и сарађивала с независним продукцијама на Косову и Метохији. Извештавала је са Косова и Метохије у преко две хиљаде текстова и путописа, писала колумне, радила интервјуе и извештаје за разне дневне и недељне листове.
Поред писања романа и текстова, написала је неколико песама за модерну оперу Нарцис, композиторке Александре Ђорђевић, а 2015. године изведена јој је поетска дуодрама уз симфонијски оркестар, поводом страдања Јевреја у логору Старо сајмиште, током Другог светског рата, режирала један спот музичке групе КАЛ.
Према мотивима збирке Залажем се за лаж, снимљен је истоимени филм, који је режирала Андреа Лазић, посвећен Зорану Радмиловићу.
Имала је један брак, који је кратко трајао и није имала деце. Није јавно говорила о својим љубавима и емотивним везама са партнерима, али је већину свог живота провела сама. Живела је неколико година на Косову и Метохији, док је радила као извештач са Косова, где је стекла бројне пријатеље. Била је чланица Удружења новинара Србије (УНС).
Преминула је 7. фебруара 2017. године. Од најближе родбине, имала је само мајку Дину Рутић. Све до своје смрти живела је и радила у Београду као новинарка „Балкан магазина”.